# Iva Prandževa
Iva Koleva Prandževa (in bulgaro Ива Колева Пранджева?; Plovdiv, 15 febbraio 1972) è un'ex triplista e lunghista bulgara.

## Palmarès

### Mondiali
- 2 medaglie:
  - 1 argento (Göteborg 1995 nel salto triplo)
  - 1 bronzo (Stoccarda 1993 nel salto triplo)

### Mondiali indoor
- 3 medaglie:
  - 2 argenti (Barcellona 1995 nel salto triplo; Maebashi 1999 nel salto triplo)
  - 1 bronzo (Maebashi 1999 nel salto in lungo)

### Europei indoor
- 3 medaglie:
  - 1 oro (Stoccolma 1996 nel salto triplo)
  - 2 bronzi (Ghent 2000 nel salto triplo; Ghent 2000 nel salto in lungo)

### Mondiali Under 20
- 1 medaglia:
  - 1 oro (Plovdiv 1990 nel salto in lungo)